# Zentralverband der deutschen Seehafenbetriebe
Der Zentralverband der deutschen Seehafenbetriebe e.V. (ZDS) ist der Bundesverband der am Seegüterumschlag in den Seehäfen beteiligten Betriebe in Bremen, Hamburg, Mecklenburg-Vorpommern, Niedersachsen und Schleswig-Holstein. Der ZDS vertritt die gemeinsamen wirtschafts-, gewerbe-, sozial- und tarifpolitischen Interessen der Unternehmen und schließt für seine tarifgebundenen Mitglieder Tarifverträge für die Hafenarbeiter.
Der Hauptsitz des Verbands ist Hamburg. Seit 2024 unterhält er zudem ein Hauptstadtbüro in Berlin.

## Aufgaben
Aufgabe des ZDS ist es, die gemeinsamen wirtschafts-, gewerbe-, sozial- und tarifpolitischen Interessen der deutschen Seehafenunternehmen auf nationaler Ebene und auf EU-Ebene zu vertreten.
Der ZDS setzt sich dafür ein, die Wettbewerbsfähigkeit der deutschen Seehäfen zu stärken und ihre Standortbedingungen zu sichern. Im Hinblick auf die Verkehrsinfrastruktur fordert er einen gezielten Ausbau der seewärtigen Zufahrten und Hinterlandanbindungen der deutschen Seehäfen, um den Erfordernissen eines internationalen Wettbewerbs gerecht zu werden. Hinzu kommt seit einigen Jahren die Gestaltung der Energie- sowie Zeitenwende, bei der die Seehäfen eine wesentliche Rolle spielen; etwa beim Thema Windenergie oder auch Wasserstoff, oder als Plattform für die militärische Logistik sowohl für die Bundeswehr als auch die NATO-Bündnispartner.
Der ZDS ist Tarifpartner der Vereinten Dienstleistungsgewerkschaft ver.di. Mit ihr schließt der Verband für seine tarifgebundenen Mitglieder Tarifverträge für die Hafenarbeiter der deutschen Seehafenbetriebe ab. 
Auf nationaler Ebene unterhält der Verband Kontakte zu Handelskammern, Bundesverbänden, Behörden und Ministerien der Küstenländer sowie zu den Bundesministerien, zu Mitgliedern des Bundestages und der Länderparlamente.
International pflegt er Beziehungen zum Europäischen Parlament und zu europäischen Fachverbänden.

## Organe und Leitung
Organe sind das Präsidium, der Verwaltungsrat, der Sozialpolitische Ausschuss und die Mitgliederversammlung.
Das Präsidium besteht aus dem Präsidenten, seinem Stellvertreter und drei weiteren Mitgliedern. Die Mitgliedsunternehmen des ZDS eines jeden Küstenlandes sind mit jeweils einem Mitglied im Präsidium des ZDS vertreten. Präsidentin ist seit 2022 Angela Titzrath, die Vorstandsvorsitzende der HHLA.
Hauptgeschäftsführer ist seit dem 1. Mai 2025 Florian Keisinger.

## Mitgliedschaften
- FEPORT (Federation of European Private Port Operators), Brüssel[2]
- UNISTOCK (Union des Stockeurs Professionnels de Céréales Dans La C.E.E.), Brüssel
- Baltic Sea Forum (BSF)[3]
- Deutsches Verkehrsforum e.V., Berlin[4]
- ma-co maritimes competenzcentrum e.V.[5]
- Logistics Alliance Germany (LAG)[6]
- Deutsches Maritimes Zentrum, Hamburg[7]
- Initiative System Wasserstraße (ISW), Berlin
- Verein für europäische Binnenschifffahrt und Wasserstraßen e.V. (VBW), Duisburg

## Heutige Korporative und Einzelmitglieder

### Korporative Organisationen
- Unternehmensverband Bremische Häfen e.V.
- Unternehmensverband Hafen Hamburg e.V.

### Einzelmitglieder
- BLG Logistics Group AG & Co. KG
- bremenports GmbH & Co. KG
- Brunsbüttel Ports GmbH
- Blue Water BREB GmbH, Cuxhaven
- CuxPort GmbH, Cuxhaven
- EUROGATE Container Terminal Wilhelmshaven GmbH & Co. KG
- EVAG Emder Verkehrs und Automotive Gesellschaft mbH
- epas – Ems Ports Agency & Stevedoring Beteiligungs GmbH & Co. KG, Emden
- J. Müller Weser GmbH & Co. KG
- JadeWeserPort Realisierungs-Gesellschaft mbH & Co. KG, Wilhelmshaven
- Lübecker Hafengesellschaft mbH
- Rendsburg Port GmbH
- Rhenus Midgard GmbH & Co. KG, Nordenham
- Rostock Port GmbH
- Sartori & Berger, Kiel
- Schulte & Bruns, Papenburg
- Seehafen Kiel GmbH & Co. KG
- Seehafen Wismar GmbH
- SWS Seehafen Stralsund GmbH

## Geschichte
Der Verband ist der Nachfolger des 1934 in Hamburg gegründeten Zentralverband Deutscher Seehafenbetriebe. Im Jahr 1935 wurde der Name des Zentralverbandes gelöscht und die Betriebe bis 1945 in der Reichsverkehrsgruppe Seeschifffahrt, Fachgruppe Seehafen- und Umschlagbetriebe geführt (→ Gleichschaltung).
Der Verein wurde am 21. Mai 1947 in Hamburg gegründet. Zum ersten Vorsitzenden wurde Ernst Plate, Direktor der Hamburger Hafen- und Lagerhaus AG, und zum stellvertretenden Vorsitzenden Carl F. Ewig, Direktor der Bremer Lagerhausgesellschaft gewählt.
Die Gründungsmitglieder vom Zentralverband Deutscher Seehafenbetriebe waren:
- Verein selbständiger Ladungskontrolleure e.V.
- Verein der Schiffsreinigungs-, Malerei- und Kesselreinigungsbetriebe von Hamburg-Altona e.V.
- Verein der Stauerei-, Kai- und Heberbetriebe des Hafen Hamburgs von 1886 e.V.
- Verein der Kornumstecherfirmen Hamburgs
- Vereinigung der Wägefirmen und Kontrollfirmen im Hamburger Hafen
- Verein Lübecker Stauerei-, Seehafen- und Umschlagsbetriebe e.V., Lübeck
- Seehafenbetriebsverein e.V., Flensburg
- Seeschifffahrtsvereinigung Stettin e.V. – Abt. Seehafenbetriebe, Stettin
- Seehafenbetriebsvereinigung Kiel
- Verein Emder Seehafenbetriebe
- Vereinigung der Ostpreußischen Seehafenbetriebe, Königsberg
- Verein der Unterweser-Seehafenbetriebe, Nordenham
- Verein der Bremischen Seehafen-Umschlagsbetriebe, Bremen
- Verein der Bremer Stauereibetriebe
- Arbeitsbund der Technischen Hafenbetriebe e.V. (Sitz unbekannt)